# Николау, Кирьякос
Кирья́кос Ко́ста Никола́у (греч. Κυριάκος Κώστα Νικολάου, англ. Kyriacos Costa Nicolaou; род. 5 июля 1946, Каравас, Кипр) — американский химик-органик греческого происхождения, специалист по полному синтезу, в области которого для натуральных продуктов известен исследованиями.
Доктор философии (1972), профессор в Университете Райса.
Преподавал в Исследовательском институте Скриппс, Калифорнийском университете в Сан-Диего и Пенсильванском университете.
Член Национальной академии наук США (1996), Американского философского общества (2011), а также Леопольдины, иностранный член Лондонского королевского общества (2013) и Афинской академии. Лауреат премии Вольфа (2016).

## Биография
Родился в городе Каравас на Кипре, где вырос и ходил в школу до 18 лет. В 1964 году переехал в Англию. Два года потратил на изучение английского языка и подготовку к поступлению в университет.
Изучал химию в Лондонском университете: в 1969 году получил степень бакалавра наук (B.Sc.) с отличием в Бедфордском колледже, а в 1972 году — степень доктора философии (Ph.D.) в Университетском колледже Лондона.
В 1972 году переехал в США. Постдок в Колумбийском университете (1972—1973) и Гарвардском университете (1973—1976). Затем преподаватель в Пенсильванском университете, где дослужился до именного профессора химии, стал обладателем престижной стипендии Слоуна.
В 1989 году переехал в Сан-Диего, где принял назначение одновременно на должность профессора химии (заслуженный) Калифорнийского университета и профессора химии и заведующего отделением химии в Исследовательском институте Скриппс (TSRI).
В 1996 году был назначен на должность профессора химической биологии в Институте химической биологии Скаггс при TSRI.
С 2005 по 2011 год руководил лабораторией химического синтеза в Институте химических и технических наук при Агентстве по науке, технологиям и исследованиям (Сингапур).
С 2013 года преподаёт в Университете Райса, профессор химии.
Автор 770 рецензированных публикаций, имеет 68 патентов.

## Научно-исследовательская деятельность
Научно-исследовательская группа Николау активно работает в области органической химии, а именно занимается методологией разработки и полным синтезом. Учёный синтезировал такие химические соединения как таксол и ванкомицин.
Исследования группы Николау по таксолу, завершённые в 1994 году, практически одновременно с Робертом А. Холтоном, который выполнил аналогичную работу, привлекли внимание государственной прессы ввиду сложной структуры таксола и его мощной антираковой активности.
В разные годы Николау осуществил полные синтезы следующих соединений:
- Эндиандровые кислоты A-D (1982). Сообщается, что эндиандровая кислота C имеет более высокую антибиотическую активность, чем ампициллин;
- Амфотеронолид B и Амфотерицин B (1987);
- Калихеамицин γ1 (1992);
- Сиролимус (1993);
- Таксол (1994);
- Сарагосовая кислота A (1994);
- Бреветоксин B (1995);
- Ванкомицин (1998);
- Шишиимицин A (2015).

## Награды и признание
К. К. Николау получил множество наград и почётных званий, включая следующие:
- 1983 — Стипендия Гуггенхайма[7]
- 1987 — Немецкая Humboldt Foundation US Senior Scientist Prize (Премия Гумбольдта)
- 1993 — Премия ACS за творческую работу по синтетической органической химии[нем.]
- 1994 — Премия Янссена (Бельгия)[8]
- 1996 — Медаль Инхоффена[нем.] (Германия)
- 1996 — Премия Лайнуса Полинга, Американское химическое общество, Орегонская, Портлендская и Пьюджетовская секции
- 1996 — Chemical Pioneer Award[англ.]
- 1996 — Медаль Уильяма Г. Николса[нем.], Американское химическое общество, Нью-Йоркская секция
- 1996 — Премия Эрнеста Гюнтера[англ.] в области химии натуральных продуктов от Американского химического общества (США)
- 1998 — Премия Густава Джона Эсселена, Американское химическое общество, Северо-восточная секция[9]
- 1998 — Премия Ямада (Япония)[10]
- 1999 — Премия Аспирин (Испания)[11]
- 2000 — Золотая медаль Пауля Каррера[англ.] (Швейцария)
- 2000 — Max Tishler Prize Lecture (Гарвард)[12]
- 2001 — Лекции 3M
- 2001 — Золотая медаль Нагои[яп.] (Япония)
- 2001 — Премия столетия
- 2001 — Премия Эрнста Шеринга[англ.]
- 2002 — Премия Tetrahedron[англ.]
- 2003 — Медиакомпания «Thomson Reuters» включила Николау в свой список наиболее вероятных кандидатов на получение Нобелевской премии по химии
- 2003 — Nobel Laureate Signature Award in Graduate Education (с Филом С. Бараном)
- 2004 — Aristeio Bodossaki Prize, Греция
- 2005 — Премия имени Артура Коупа, Американское химическое общество
- 2008 — Медаль Августа Вильгельма Гофмана[нем.], Германия
- 2011 — Медаль Бенджамина Франклина по химии (Институт Франклина, США) «за достижения в синтетической органической химии, в частности, за разработку методов получения сложных веществ, обнаруженных в природе, которые имеют потенциальное применение в области медицины»
- 2016 — Премия Вольфа по химии
- 2021 — Медаль Роберта Коха
- Эйнштейновский профессор Китайской АН[4]
- Феллоу Американской академии искусств и наук
- Почётный фелло Indian Academy of Sciences[англ.]
- Несколько почётных учёных степеней

Командор греческого ордена Почёта (1998).

## Книги
Кирьякос Николау является соавтором 3 популярных книг по полному синтезу:
- Classics in Total Synthesis I, 1996
- Classics in Total Synthesis II, 2003
- Classics in Total Synthesis III, 2011

Кроме того, он является автором и соавтором нескольких других книг:
- Molecules That Changed the World, 2008
- Handbook of Combinatorial Chemistry: Drugs, Catalysts, Materials, 2002
- Selenium in Natural Products Synthesis, 1984